# Adelheida Opavská
Adelheida Opavská († 1313) byla opavská kněžna, manželka Mikuláše I. Opavského.
Byla vzdálenou příbuznou římského krále Rudolfa Habsburského. Za Mikuláše Opavského se provdala v únoru 1285. Povila mu syna Mikuláše. Pohřbena byla v kostele sv. Jana Křtitele u minoritského kláštera v Brně, kde měla být vybudována hrobka opavských Přemyslovců.